# Berninches
Berninches è un comune spagnolo di 52 abitanti situato (2022) nella comunità autonoma di Castiglia-La Mancia.